# 糟谷銑司
糟谷 銑司（かすや せんじ、1949年9月22日 - ） は、日本の音楽プロデューサー。

## 経歴
愛知県岡崎市中町に生まれる。岡崎市立根石小学校、岡崎市立甲山中学校卒業。元ガロの大野真澄とは同学年で、同じ小中学校に通った。また中学時代の同級生だった。明治大学経営学部に入学。当時は音楽よりも映画関係の仕事を志望していた。大学在学中にノースウェストの下請会社に入社。
その後、大野真澄の紹介で元かぐや姫の山田パンダが営んでいた帽子屋で働くという話が持ち上がるが、山田本人から「帽子屋の従業員ではなく、自分のマネージャーになってくれないか」と頼まれ、マネージャーを引き受ける。1975年11月、株式会社ユイ音楽工房（現:ユイミュージック）に入社。1977年3月、明治大学を中退。
ユイ音楽工房の設立者の後藤由多加に「全然言うことを聞かない新人だが、お前だって言うこと聞かない奴だから、ちょうど良い」と言われマネージメントを担当することになったのが、長渕剛だった。
中原めいこの新曲キャンペーンで名古屋に行った折に東海ラジオのディレクターの加藤与佐雄からBOØWYのテープを渡され、それがきっかけでBOØWYのメンバーを知る。1984年10月7日、BOØWYはユイ音楽工房と契約し、レコード会社を東芝EMIに移籍することを決定。1986年7月発売の『“GIGS”JUST A HERO TOUR 1986』から1988年5月発売の『“LAST GIGS”』までの4枚のオリジナルアルバムと4枚のシングルをプロデュースする（共同プロデュースを含む）。1987年12月24日、BOØWYはコンサート中に解散を宣言。1988年3月、糟谷は株式会社アイアールシートゥコーポレーションを布袋寅泰と共に設立し、代表取締役に就任する。
2003年7月、社団法人音楽制作者連盟（現:日本音楽制作者連盟）の理事長に就任（2007年6月まで）。

## 手掛けたアーティスト
ユイ音楽工房時代
- 山田パンダ
- 長渕剛
- BOØWY

アイアールシートゥコーポレーション時代
- 布袋寅泰
- COMPLEX
- 今井美樹
- 大野真澄

など